# دیو تیپت
دیو تیپت (انگلیسی: Dave Tippett؛ زادهٔ ۲۵ اوت ۱۹۶۱) بازیکن هاکی روی یخ اهل کانادا است.
از باشگاه‌هایی که در آن بازی کرده‌است می‌توان به فیلادلفیا فلایرز اشاره کرد.